# Burg Uttrichshausen
Die Burg Uttrichshausen ist eine von zwei abgegangenen mittelalterlichen Burgen in Uttrichshausen, dem ältesten Ortsteil der Gemeinde Kalbach im Landkreis Fulda in Hessen.
Die mittelalterliche Burganlage im Mitteldorf war, weil sie nicht auf einer Anhöhe lag, zum Schutz mit einem wasserführenden Ringgraben umgeben, der von den Quellen des Börnberges gespeist wurde und seinen Abfluss im Schmidtwasser hatte. Der Burgsitz ging im 13. Jahrhundert aus befestigten Häusern und Höfen hervor und gehörte zur Abtei Fulda. Der Fuldaer Abt gab als Landesherr seinen hiesigen Besitz auf Zeit gegen Dienst und Treue als Lehen aus. Lehensnehmer waren im Laufe der Jahrhunderte Mitglieder fast aller bedeutenden Ritter- und Adelsfamilien der Umgegend. Den Anfang machten um 1300 die Herren von Küchenmeister. 
Der erste brauchbare Hinweis auf die Bewohner der Wasserburg findet sich in der Wappendarstellung des gotischen Türgewändes aus dem Jahre 1486. Es handelt sich um die Wappenlilie derer von Ebersberg genannt von Weyhers. Im Erbbuch des Curt Till von Berlepsch aus dem Jahre 1583 ist von Georg Friedrich von Tanns Haus die Rede. Dieser bezeichnete es 1602 als Burgsitz. Der Dreißigjährige Krieg richtete in der Folgezeit schwere Schäden an. Erst Ludwig von und zu Mansbach richtete um 1687 einen Teil der vordem thännischen Burg wieder her.
1813 kommt die Anlage in bürgerlichen Privatbesitz.
Der oberirdische Rest der Wasserburg wurde in den Jahren 1982 bis 1983 etappenweise dem Erdboden gleichgemacht und dem Kommerz geopfert, obwohl bei den deutschen Denkmalbehörden vehement der Erhalt des Kulturdenkmals eingefordert wurde. Mit Sandsteinen der Wasserburg wurde eine kleine „Gedenkstätte“ errichtet, die heute Kunde von der einst stolzen Wasserburg gibt.
Hundert Meter südöstlich der älteren Wasserburg in Uttrichshausen in Richtung Motten entstand im Siedlungsbereich Anberg etwas später eine weitere etwas größere Burganlage, ab 1392 Schloss Anberg genannt.